# ميثيل كولانثرين
الميثيل كولانثرين هو هيدروكربون عطري متعدد الحلقات شديد السرطان يتم إنتاجه عن طريق حرق المركبات العضوية في درجات حرارة عالية جدًا  . يُعرف ميثيل كولانثرين أيضًا باسم 3-ميثيل كولانثرين أو 20-ميثيل كولانثرين أو اسم الاتحاد الدولي للكيمياء البحتة والتطبيقية 3-ميثيل-1،2-ديهيدروبنزو[ج]أسيانثريلين.
3-ميثيل كولانثرين، مادة مسرطنة معروفة تتراكم في البروستاتا بسبب تحلل الكوليسترول ، وهي متورطة في سرطان البروستاتا .[بحاجة لمصدر] "ينتج بسهولة" الساركوما الأولية في الفئران. 
التدوين القصير المستخدم غالبًا هو 3-MC أو MCA . يشكل هذا المركب بلورات صلبة صفراء باهتة عند تبلوره من البنزين والأثير.  نقطة انصهاره حوالي 180 درجة مئوية ونقطة غليانها حوالي 280 درجة مئوية. °C عند ضغط 80 ملم زئبق.  يستخدم الميثيل كولانثرين في الدراسات المختبرية المتعلقة بالسرطان الكيميائي. وهو مشتق ألكيلية من بنز [ أ ] أنثراسين وله طيف الأشعة فوق البنفسجية مماثل. المتماثل الأكثر شيوعًا هو 3-ميثيل كولانثرين، على الرغم من أن مجموعة الميثيل يمكن أن تتواجد في أماكن أخرى.

## التاريخ
في عام 1933، تم نشر أول مقال عن الميثيل كولانثرين. وهنا وصفوا تركيب المركب. وبعد سنوات قليلة، أصبح من الواضح أن هذا المركب له خصائص سامة للإنسان والحيوان. ولذلك، كان هناك قدر كبير من الاهتمام بالمركب وتم استخدامه كثيرًا في الأبحاث السمية . في كثير من الأحيان يتم اختبار الميثيل كولانثرين على الفئران والجرذان لاستخلاص المعلومات لتطوير دواء السرطان. بسبب تأثير المركب على الجهاز العصبي المركزي ، تتم مقارنة استجاباته والتغير في الاستجابة. ومن المعروف أيضًا أن هذا المركب يتسبب في تطور الخلايا السرطانية بسبب الطفرات الجينية.  وفي عام 1982، ظهر المقال الأخير عن تركيب الميثيل كولانثرين. تم الوصول إلى نسبة عائد تبلغ 93% وبالتالي لم يتم إجراء أي تعديلات أخرى على مخطط التوليف.

## التوليف

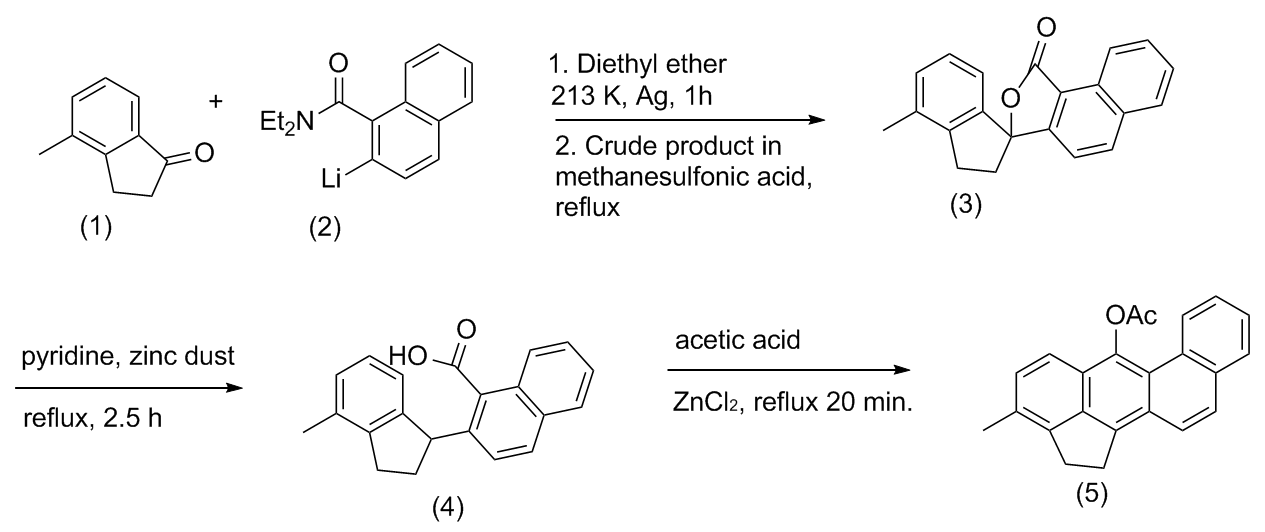
1. تخليق الميثيل كولانثرين

تم تصنيع أول 3-MC بطريقة مرجعية.  وفي وقت لاحق تم تحسين تركيب المركب.  
حدثت دورة المنتج عند معالجته بـ ZnCl 2 في أنهيدريد حمض الأسيتيك وأعطى المركب 6-acetoxy-3-MC (5). أدى اختزال هذا المنتج بحمض الهيدريديك في حمض البروبيونيك إلى الحصول على 3-MC.
يتكون تركيب 3-MC من عدة خطوات، كما هو موضح في الشكل 1؛ الخطوة الأولى هي مفتاح النجاح للتركيب. يتفاعل 4-ميثيل إيندانون (1) بالتكثيف مع ملح الليثيوم من N,N-ثنائي إيثيل-1-نفثاميد (2). عند -60 درجة مئوية، أعطى تفاعل 1 و2 بالتساوي اللاكتون (3)، وهو ناتج إضافة الكربونيل الذي خضع للتحويل عند المعالجة بالحامض. تم الحصول على الحمض الحر (4) عندما تم شق الأخير اختزاليًا مع الزنك والقلويات. 

## الآلية

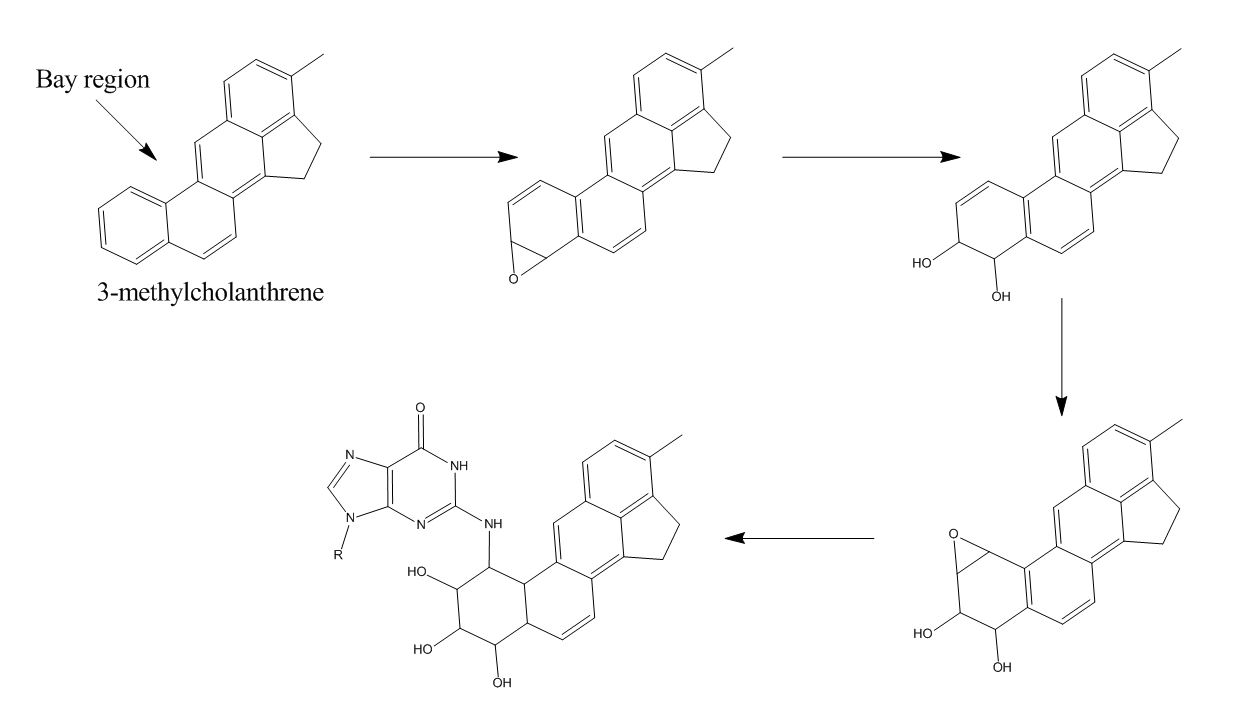
2. آلية الميثيل كولانثرين

يمتلك 3-MC وظيفة مثبطة في عملية ديميثيل نيتروسامين ديميثيلاز في أكباد الفئران. يمكن أن يحدث التثبيط عن طريق التدخل في تكوينات ديميثيلاز أو عن طريق التدخل في تخليق و/أو تحلل ديميثيلاز. أظهرت التجارب أن Km لا يتغير بعد معالجة 3-MC. يشير هذا بقوة إلى أن تقارب الإنزيم لا يتأثر بـ 3-MC. وبدلاً من ذلك، يؤدي الحضانة مع 3-MC إلى انخفاض في كمية نشاط الإنزيم . تشير هذه النتائج إلى تثبيط تخليق ديميثيليز و/أو تحريض تحلل ديميثيليز. تشير الملاحظات غير المنشورة لـ Venkatesan و Argus و Arcos إلى أن تثبيط تخليق ديميثيليز هو الأكثر ترجيحًا. 
يبدو أن هناك توازنًا بين 3-MC-الحرية و 3-MC-المرتبطة. من الصعب تحديد كيفية تشكل التوازن بسبب الصعوبات المتعلقة بالقياسات الإشعاعية. يُعتقد أن الجرعة المشبعة المحتملة تبلغ حوالي 40 ملجم 3-MC/كجم.  
تم توضيح آلية محتملة لهذا التفاعل في الشكل (2). يتم استقلاب 3-MC، عن طريق الإيبوكسيد ، والتحلل المائي ، وإيبوكسيد آخر، إلى إبوكسيد شديد التفاعل. يتم تحقيق الأكسدة بواسطة إنزيم السيتوكروم P450 . لا يتم تحلل الإيبوكسيد الثاني على الفور لأنه يقع بجوار منطقة الخليج، والتي تحمي الإيبوكسيد. بهذه الطريقة، يصبح المستقلب قادرًا على السفر والارتباط بالحمض النووي في الشكل (2). يتم اشتقاق الآلية من آلية ربط البنزو[ أ ] بيرين بالحمض النووي. من المرجح أن يكون هذا بسبب أنه من المعقول أن يتم استقلاب اثنين من الهيدروكربونات العطرية متعددة الحلقات عبر نفس المسار. تم استخدام ديوكسيجوانوزين في الشكل، حيث يبدو أن هذه القاعدة مرتبطة ببنزو[أ]بيرين أكثر بكثير من القواعد الأخرى.  
خلصت الأبحاث حول تأثير 3-MC في رحم الفئران إلى أن 3-MC يعمل كمضاد للإستروجين. الهرمون الجنسي هو، مثل 3-MC، هيدروكربون عطري متعدد الحلقات. يرتبط 3-MC والإستروجين بمستقبلات الإستروجين بشكل تنافسي، مما يقلل من التعبير عن الإستروجين. 

## الاسْتِقْلاب
لا تبتعد المادة الصلبة المحقونة عن موقع الحقن. في جسم الفأر يبلغ عمر النصف للـMC حوالي 4 أسابيع. بعد 8 أسابيع، يتم استقلاب 80% من MC إلى مستقلبات قابلة للذوبان في الماء. تخرج مادة MC ومستقلباتها من الجسم بشكل رئيسي عن طريق البراز (تسعة أضعاف البول). بعد ثلاثة أشهر من الحقن بمادة MC، تم الإبلاغ عن إصابة 85% من الفئران بالأورام. 82% من الأورام هي شكل من أشكال ساركوما الخلايا المغزلية. 
يتم استقلاب MC بواسطة ميكروسومات الكبد لدى الفئران إلى أشكال مؤكسدة تعمل على ألكلة الحمض النووي. ترتبط هذه المستقلبات المؤكسدة بالسلاسل المزدوجة والسلاسل المفردة. تظهر البيانات التجريبية أن MC يميل إلى الارتباط في الغالب بقواعد G8.  وعند حقنه في أنسجة الرئة أو الكلى أو الكبد لدى الفئران، يبدو أن الكبد قادر على عكس ارتباط MC بالحمض النووي. إن أنسجة الرئة والكلى غير قادرة على القيام بذلك، وهو ما قد يفسر لماذا تكون مادة MC أكثر تسبباً في السرطان في الرئتين والكلى مقارنة بالكبد. لكي يكون المستقلب MC مسبباً للسرطان، يجب أن يكون مرتبطاً تساهميًا بالحمض النووي. لذلك، من الضروري أن تكون MC مؤكسجة لكي تكون مسببة للسرطان.  

## الفعالية
يستخدم الميثيل كولانثرين في كثير من الأحيان لتحفيز الأورام في القوارض لأغراض البحث في مجال السرطان والطفرات الجينية. في دراسة أجريت عام 1991، تم إحداث آفات سرطانية وما قبل سرطانية في الرئة لدى فئران ويستار عن طريق حقنة واحدة داخل القصبة الهوائية من 3-MC. بعد 30 يومًا، حدث فرط تنسج غير نمطي في ظهارة القصبات الهوائية، وفرط تنسج الغدد اللمفاوية أو الأورام الغدية، وسرطان الخلايا الحرشفية في 15 (88.2٪)، و12 (70.6٪)، و3 (17.7٪) من أصل 17 فأرًا على التوالي. وبعد مرور 60 يومًا، كانت معدلات الإصابة 15/18 (83.3%)، و4/17 (23.5%)، و7/18 (38.9%). أظهرت جميع الآفات السرطانية والسرطانات تعبيرًا إيجابيًا عن جاما غلوتاميل ترانسببتيديز (GGT).  وجد جين وآخرون (2013) أن توازن الأكسدة والاختزال الخلوي يتغير بسبب التعرض الحاد لـ 3-MC. يؤدي هذا إلى تحفيز مسار الاستجابة المنظم بواسطة العامل النووي الكريات الحمر 2 المرتبط بالعامل 2 (Nrf2) لتحفيز الاستجابات المضادة للأكسدة. 

## السمية
3-MC هو ربيطة لمستقبل الهيدروكربون الأريل (AhR)، والذي يحفز النسخ الموجه بواسطة عناصر الاستجابة الغريبة. يمكن أن تحفز ربيطات AhR تكوين معقد مستقبلات الإستروجين AhR (ER). وُجِد أن 3-MC يثير النشاط الإستروجيني من خلال هذه الآلية، ومن خلال تحفيز التعبير عن بعض جينات ER المستهدفة الذاتية.  قد يسبب 3-MC تهيج الجهاز التنفسي أو تهيج الجلد أو تهيج العين. 

## التأثيرات على الحيوانات

### التأثيرات على الإنسان
3-MC يسبب الطفرات في الخلايا البشرية. كان Curren et al. (1978) أول من أبلغ عن نجاحه في إحداث طفرات في الخلايا البشرية باستخدام 3-MC. يُعتقد أن الخلايا الظهارية الجلدية تقوم بتحويل المركب إلى منتجات مسببة للطفرات.  إن القدرة على استقلاب المواد المسببة للطفرات قد تعبر عن اختلافات منظمة وراثيًا داخل الأنواع مثل الإنسان أو الفأر، مما يتسبب في إظهار المواد الكيميائية البيئية مستوى مختلفًا من الطفرات والسرطان لدى أفراد محددين. 

### دراسات السمية غير البشرية
يؤدي إعطاء 3-MC للفئران الحوامل إلى تكوين أورام الرئة في النسل. قام ميلر وآخرون (1990) بمقارنة تأثيرات تعرض الجنين مقابل التعرض البالغ لـ 3-MC على كل من تحريض نشاط أريل هيدروكربون هيدروكسيلاز (AHH) في الرئة واعتماد التسبب في ورم الرئة على النمط الجيني Ah. حقنة واحدة داخل الصفاق (في مخلفات رئة الجنين القابلة للتحريض) من 100 أدى إعطاء 3-MC بجرعات 100 مجم/كجم للأمهات إلى زيادة نشاط AHH بمقدار 50 ضعفًا بحد أقصى بعد 8 ساعات، واستمر ذلك لمدة 48 ساعة. وأظهرت نفس الحقن التي تم إعطاؤها لفئران F1 البالغة زيادة في نشاط AHH في الرئة بمقدار 4 إلى 7 أضعاف فقط، مقارنة بنسبة الحث الكبيرة في الجنين. 

## وصلات خارجية
- جرد الملوثات الوطنية - ورقة حقائق حول الهيدروكربونات العطرية متعددة الحلقات

قالب:Aryl hydrocarbon receptor modulators